# Caphtor

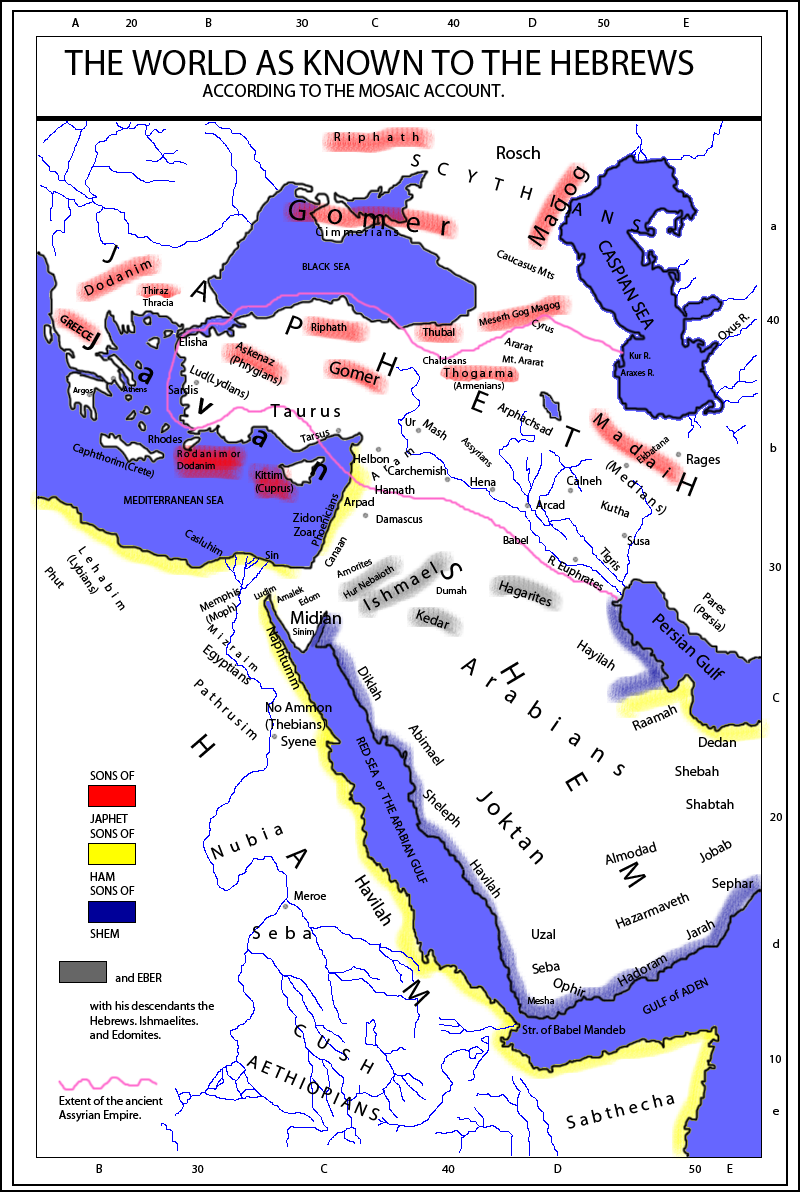
Le monde vu par les Hébreux

Caphtor ou Kaphtor (כפתור en hébreu) est un lieu mentionné dans la Bible et ses commentaires. Ses habitants sont appelés les « Caphtorim » ou « Caphtorites ». Ils apparaissent dans le Livre de la Genèse (10:13-14) parmi les descendants des Égyptiens : « Mitsraïm engendra les Ludim, les Anamim, les Lehabim, les Naphtuhim, les Patrusim, les Casluhim, d’où sont sortis les Philistins, et les Caphtorim. » 
Le nom de « Caphtor » figure également dans des vestiges situés en Égypte ou en divers endroits comme Ougarit ou Mari. La tradition juive situe Caphtor dans les environs de Péluse, tandis que d'autres sources évoquent la Cilicie, Chypre ou la Crète.
Les Caphtorites font partie des « Peuples de la mer » et sont assimilables aux Philistins.